# Violet Hill
«Violet Hill» és el senzill inicial de l'àlbum Viva la Vida or Death and All His Friends, quart disc d'estudi de la banda anglesa Coldplay. Fou llançada com a descàrrega digital gratuïta des del web oficial de la banda superant els dos milions d'adquisicions. Es tracta de la primera cançó de protesta antibèl·lica. Fou nominada als premis Grammy com a millor cançó de rock i millor actuació de duo o grup, i el seu videoclip als MTV Video Music Awards pels seus efectes especials.
El grup va escriure les primeres línies i va pensar en la melodia alguns anys abans però que no l'havia finalitzat fins al 2007. Martin va indicar que es va inspirar finalment veient el programa de televisió de Bill O'Reilly. La melodia recorda el mític grup britànic The Beatles i el títol de la cançó deriva del nom d'un carrer situat prop d'Abbey Road, Londres, molt relacionat al The Beatles.
A partir d'una introducció atmosfèrica mitjançant un sintetitzador, la música deixa pas a una melodia de piano tocat per Martin. Posteriorment s'hi uneixen la resta de membres, entre els quals destaca un riff de guitarra prominent. Les lletres parlen sobre imaginari medieval: carnavals, catedrals, religió, guerra i amor no correspost.
El grup va anunciar que el senzill estaria disponible gratuïtament durant una setmana al seu web oficial a partir del 29 d'abril de 2008. Només el primer dia es van superar les 600.000 descàrregues i durant la setmana que estigué disponible gratuïtament, es van produir més de 2 milions de descàrregues. La setmana següent, el 9 de maig, el senzill es va posar a la venda físicament als Estats Units debutant en el número 40 de la llista Billboard i va arribar al Top 10.
El videoclip fou dirigit per l'artista visual Asa Mader i fou llançat el 18 de maig de 2008. Els exteriors pertanyen al volcà Etna i Catània, Sicília. En el web oficial del grup van penjar un videoclip alternatiu titulat "Dancing Politicians" i dirigit per Mat Whitecross. En aquest hi apareixien diferents personalitats polítiques del món però tenia especial atenció en George W. Bush. El grup va utilitzar aquest segon videoclip durant la gira Viva la Vida i es mostrava en una televisió situada en l'escenari durant la interpretació de la cançó en els concerts.
Els mitjans especialitzats van escriure crítiques positives sobre la cançó. Posteriorment fou nominat als Premis Grammy com a millor cançó de rock i millor actuació rock de duet o grup, i també fou nominat el videoclip en els premis MTV Video Music Awards pels millors efectes especials.
"Violet Hill" es va incloure en un pack de cançons descarregables dels videojocs Guitar Hero III: Legends of Rock i Guitar Hero On Tour: Modern Hits.

## Llista de cançons
Descàrrega digital
1. "Violet Hill" – 3:49

7" promocional (gratuït amb NME)
A. "Violet Hill" – 3:49
B. "A Spell a Rebel Yell" – 2:46
CD promocional
1. "Violet Hill" (edició ràdio) – 3:21

CD
1. "Violet Hill" – 3:50
2. "Lost?" – 3:39